# 풍향

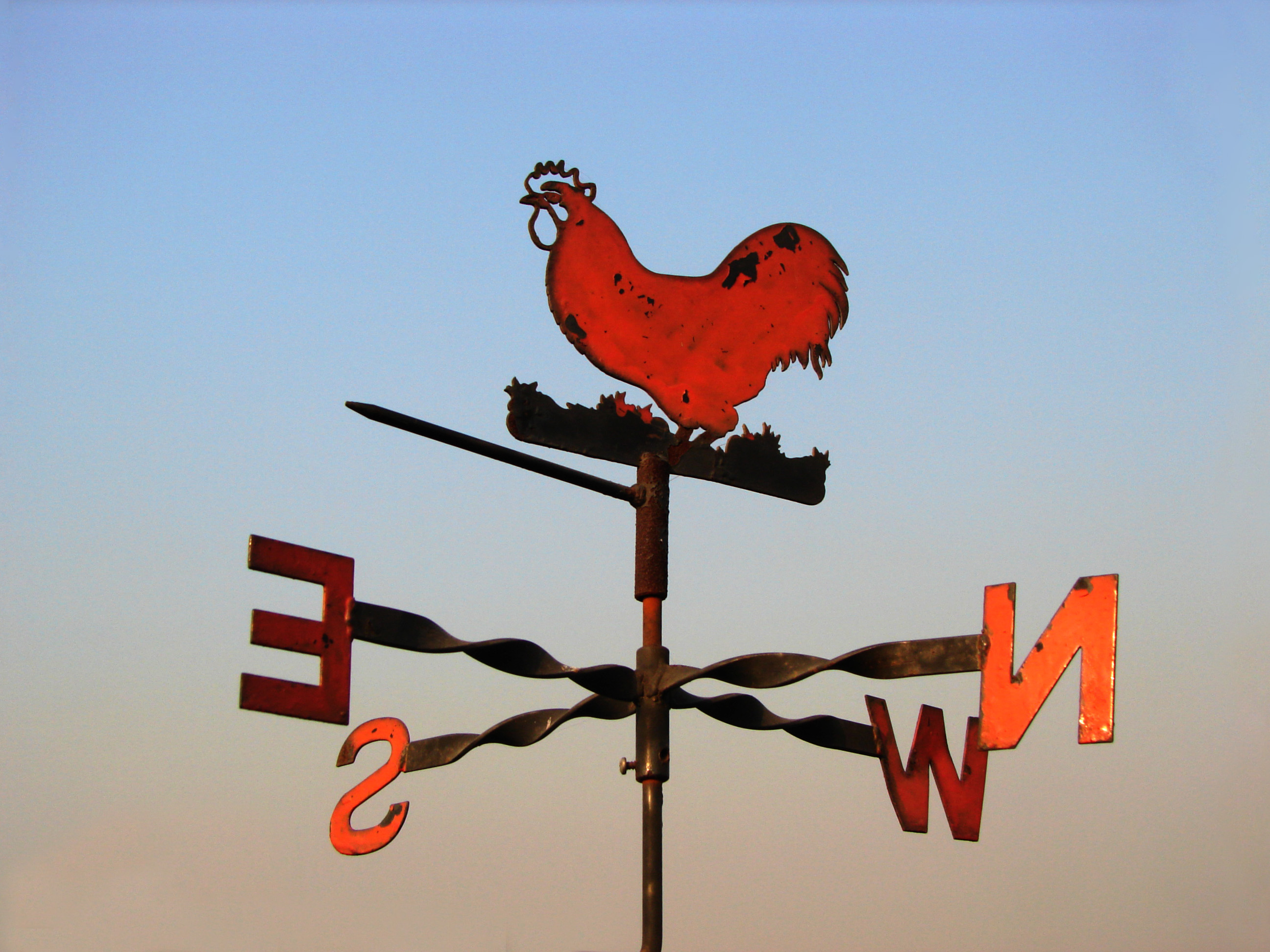
동쪽을 가리키고 있는 풍향계.

풍향(風向)은 바람이 불어오는 방향을 말하며, 보통 동·서·남·북 등의 기본 방위 또는 방위각의 정도로 풍향을 표시한다. 풍향은 풍향계와 같은 기구를 이용하여 측정하며, 풍향계의 모양에 따라 풍향을 측정하는 방법이 제각각이다. 전기와 컴퓨터가 발명되기 이전에는 바람의 방향에 따라 움직이는 풍향계를 이용하여 사람이 직접 풍향을 측정하였으나, 오늘날 컴퓨터가 발달함에 따라 자동으로 풍향을 관측할 수 있게 되었다.

## 같이 보기
- 풍속